# Elisabeth von Anhalt (1857–1933)

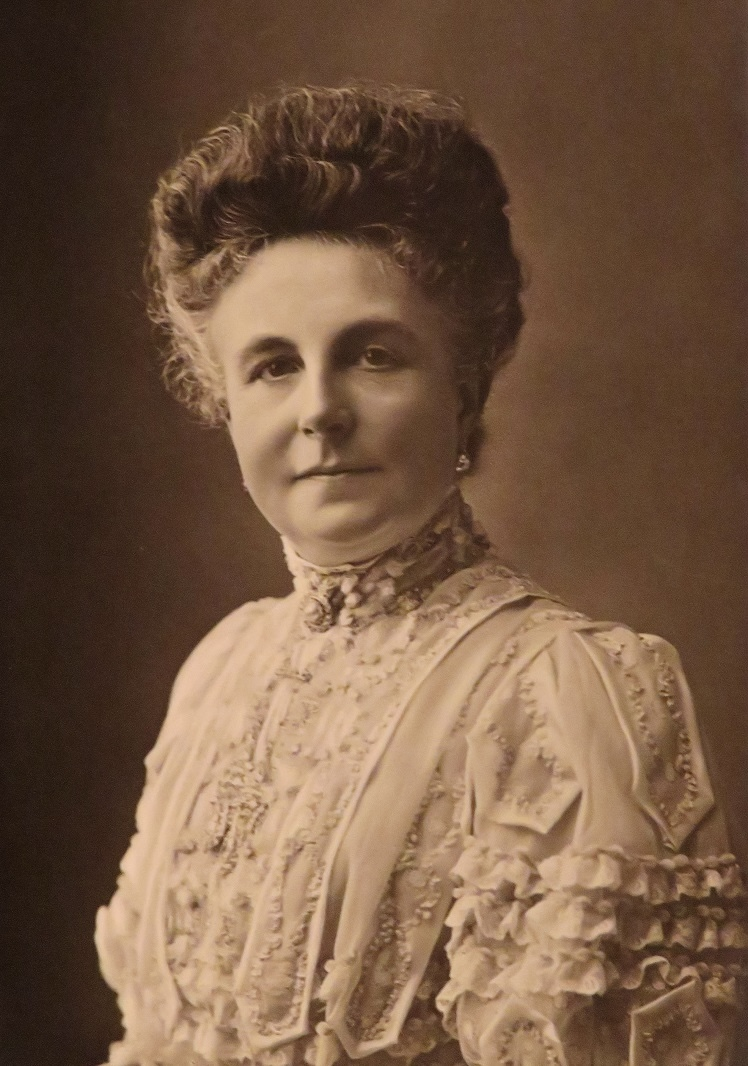
Elisabeth von Anhalt, Erbgroßherzogin von Mecklenburg-Strelitz

Prinzessin Elisabeth Marie Friederike Amalie Agnes von Anhalt (* 7. September 1857 in Wörlitz; † 20. Juli 1933 in Neustrelitz) war ein Mitglied des Hauses der Askanier und durch Heirat letzte Großherzogin von Mecklenburg im Landesteil Mecklenburg-Strelitz.

## Leben
Elisabeth war die älteste Tochter von sechs Kindern des Herzogs Friedrich I. von Anhalt (1831–1904) und seiner Ehefrau Herzogin Antoinette (1838–1908), zweite Tochter des Prinzen Eduard von Sachsen-Altenburg und seiner ersten Gemahlin Prinzessin Amalie von Hohenzollern-Sigmaringen. Ihre Großeltern väterlicherseits waren der Herzog Leopold IV. Friedrich von Anhalt-Dessau und die Prinzessin Friederike von Preußen.
Am 17. April 1877 heiratete Prinzessin Elisabeth in Dessau den Erbgroßherzog Adolf Friedrich (V.) (1848–1914) von Mecklenburg-Strelitz, einziger Sohn des Großherzogs Friedrich Wilhelm II. und dessen Gattin Prinzessin Auguste Karoline von Großbritannien. Aus der Ehe gingen vier Kinder hervor:
- Victoria Marie Auguste Luise Antoinette Karoline Leopoldine (1878–1948)

⚭ 1899–1908 Graf Georg Jametel (1859–1944)
⚭ 1914 Prinz Julius Ernst zur Lippe(-Biesterfeld) (1873–1952)
- Auguste Charlotte Jutta Alexandra Georgine Adolfine (1880–1946)

⚭ 1899 Prinz Danilo von Montenegro (1871–1939); König von Montenegro
- Adolf Friedrich VI. Georg Ernst Albert Eduard (1882–1918, Suizid)
- Karl Borwin Christian Alexander Arthur (1888–1908 bei einem Duell)

Neben den gesellschaftlichen Verpflichtungen engagierte sich die Erbgroßherzogin und spätere Großherzogin Elisabeth in mehreren karitativen Organisationen. Ein großes Anliegen waren Schulbildung und Krankenwesen. 1910 stiftete sie zum Andenken an Karl Borwin das Borwinheim in Neustrelitz.  
Großherzogin Elisabeth wurde in der Fürstengruft der Schlosskirche Mirow beigesetzt.

## Auszeichnungen
- Louisenorden[1]
- Theresienorden (Bayern)
- Gedächtnismedaille für den hochseligen Großherzog Adolf Friedrich V.
- Rote Kreuz-Medaille (Preußen), I. Klasse

## In ihren verschiedenen Lebensphasen lautete ihr Name
- 1857–1863 Prinzessin Elisabeth von Anhalt-Dessau
- 1863–1877 Prinzessin Elisabeth von Anhalt
- 1877–1904 Erbgroßherzogin Elisabeth von Mecklenburg-[Strelitz]
- 1904–1914 Großherzogin Elisabeth von Mecklenburg-[Strelitz]
- 1914–1918 Großherzogin-Witwe Elisabeth von Mecklenburg-[Strelitz]
- 1918–1933 Elisabeth von Mecklenburg-[Strelitz]

## Vorfahren
| Ahnentafel Elisabeth von Anhalt (1857–1933) | Ahnentafel Elisabeth von Anhalt (1857–1933)                                                               | Ahnentafel Elisabeth von Anhalt (1857–1933)                                                               | Ahnentafel Elisabeth von Anhalt (1857–1933)                                                                           | Ahnentafel Elisabeth von Anhalt (1857–1933)                                                                           | Ahnentafel Elisabeth von Anhalt (1857–1933)                                                                              | Ahnentafel Elisabeth von Anhalt (1857–1933)                                                                              | Ahnentafel Elisabeth von Anhalt (1857–1933)                                                                      | Ahnentafel Elisabeth von Anhalt (1857–1933)                                                                      |
| ------------------------------------------- | --- | --- | --- | --- | --- | --- | --- | --- |
| Urgroßeltern                                | Erbprinz Friedrich von Anhalt-Dessau (1769–1814) ⚭ 1792 Prinzessin Amalie von Hessen-Homburg (1774–1846)  | Erbprinz Friedrich von Anhalt-Dessau (1769–1814) ⚭ 1792 Prinzessin Amalie von Hessen-Homburg (1774–1846)  | Prinz Friedrich Ludwig Karl von Preußen (1773–1796) ⚭ 1793 Prinzessin Friederike von Mecklenburg-Strelitz (1778–1841) | Prinz Friedrich Ludwig Karl von Preußen (1773–1796) ⚭ 1793 Prinzessin Friederike von Mecklenburg-Strelitz (1778–1841) | Herzog Friedrich von Sachsen-Hildburghausen (1763–1834) ⚭ 1785 Prinzessin Charlotte von Mecklenburg-Strelitz (1769–1818) | Herzog Friedrich von Sachsen-Hildburghausen (1763–1834) ⚭ 1785 Prinzessin Charlotte von Mecklenburg-Strelitz (1769–1818) | Fürst Karl (Hohenzollern-Sigmaringen) (1785–1853) ⚭ 1808 Frau Antoinette Murat (1793–1847)                       | Fürst Karl (Hohenzollern-Sigmaringen) (1785–1853) ⚭ 1808 Frau Antoinette Murat (1793–1847)                       |
| Großeltern                                  | Herzog Leopold IV. von Anhalt-Dessau (1794–1871) ⚭ 1818 Prinzessin Friederike von Preußen (1796–1850)     | Herzog Leopold IV. von Anhalt-Dessau (1794–1871) ⚭ 1818 Prinzessin Friederike von Preußen (1796–1850)     | Herzog Leopold IV. von Anhalt-Dessau (1794–1871) ⚭ 1818 Prinzessin Friederike von Preußen (1796–1850)                 | Herzog Leopold IV. von Anhalt-Dessau (1794–1871) ⚭ 1818 Prinzessin Friederike von Preußen (1796–1850)                 | Prinz Eduard von Sachsen-Altenburg (1804–1852) ⚭ 1835 Prinzessin Amalie von Hohenzollern-Sigmaringen (1815–1841)         | Prinz Eduard von Sachsen-Altenburg (1804–1852) ⚭ 1835 Prinzessin Amalie von Hohenzollern-Sigmaringen (1815–1841)         | Prinz Eduard von Sachsen-Altenburg (1804–1852) ⚭ 1835 Prinzessin Amalie von Hohenzollern-Sigmaringen (1815–1841) | Prinz Eduard von Sachsen-Altenburg (1804–1852) ⚭ 1835 Prinzessin Amalie von Hohenzollern-Sigmaringen (1815–1841) |
| Eltern                                      | Landgraf Friedrich I. (Anhalt) (1831–1904) ⚭ 1854 Prinzessin Antoinette von Sachsen-Altenburg (1838–1908) | Landgraf Friedrich I. (Anhalt) (1831–1904) ⚭ 1854 Prinzessin Antoinette von Sachsen-Altenburg (1838–1908) | Landgraf Friedrich I. (Anhalt) (1831–1904) ⚭ 1854 Prinzessin Antoinette von Sachsen-Altenburg (1838–1908)             | Landgraf Friedrich I. (Anhalt) (1831–1904) ⚭ 1854 Prinzessin Antoinette von Sachsen-Altenburg (1838–1908)             | Landgraf Friedrich I. (Anhalt) (1831–1904) ⚭ 1854 Prinzessin Antoinette von Sachsen-Altenburg (1838–1908)                | Landgraf Friedrich I. (Anhalt) (1831–1904) ⚭ 1854 Prinzessin Antoinette von Sachsen-Altenburg (1838–1908)                | Landgraf Friedrich I. (Anhalt) (1831–1904) ⚭ 1854 Prinzessin Antoinette von Sachsen-Altenburg (1838–1908)        | Landgraf Friedrich I. (Anhalt) (1831–1904) ⚭ 1854 Prinzessin Antoinette von Sachsen-Altenburg (1838–1908)        |
| Elisabeth von Anhalt (1857–1933)            | | | | | | | | |